# 大谷地神社
大谷地神社（おおやちじんじゃ）は北海道札幌市厚別区大谷地西2丁目2番1号にある神社。旧社格は無格社。
小高い丘の上にあって緑に囲まれており、トドマツ、カラマツなどが札幌市から保存樹に指定されている。

## 祭神
いわゆる「開拓三神」である。
- 大国魂大神（おおくにたまのおおかみ）
- 大名牟遲大神（おおなむぢのおおかみ）
- 少彦名大神（すくなひこなのおおかみ）

## 歴史
- 1894年（明治27年）、神社の前身となる小祠が厚別川のほとりにあったことが確認されている[2]。
- 1897年（明治30年）、札幌神社からの分霊を受け、公認神社となる[2]。
- 1900年（明治33年）、社殿落成[2]。
- 1968年（昭和43年）、札幌市から保存樹の指定を受ける[2]。

## ハート形の切り株
2018年（平成30年）9月、台風21号と北海道胆振東部地震に相次いで見舞われた大谷地神社は、境内の樹木約20本が倒れる被害を受けた。このうちの1本のサクラは、根本近くから生えていた太い枝が折れたため、傷んだ箇所を切断する処置を施された。すると切断面が直径40センチメートルほどのハート形をしていたため、神社はこれを「ご神木」として紙垂を巻いた。
従来は家内安全や商売繁盛のお参りを受けてきた大谷地神社だが、「ハート形の切り株は縁結びに御利益がある」といううわさが広まるにつれて、新規の参拝客が増加。2019年（平成31年 / 令和元年）から扱い始めたハート形の「縁結び絵馬」は、若いカップルに人気だという。

## ギャラリー

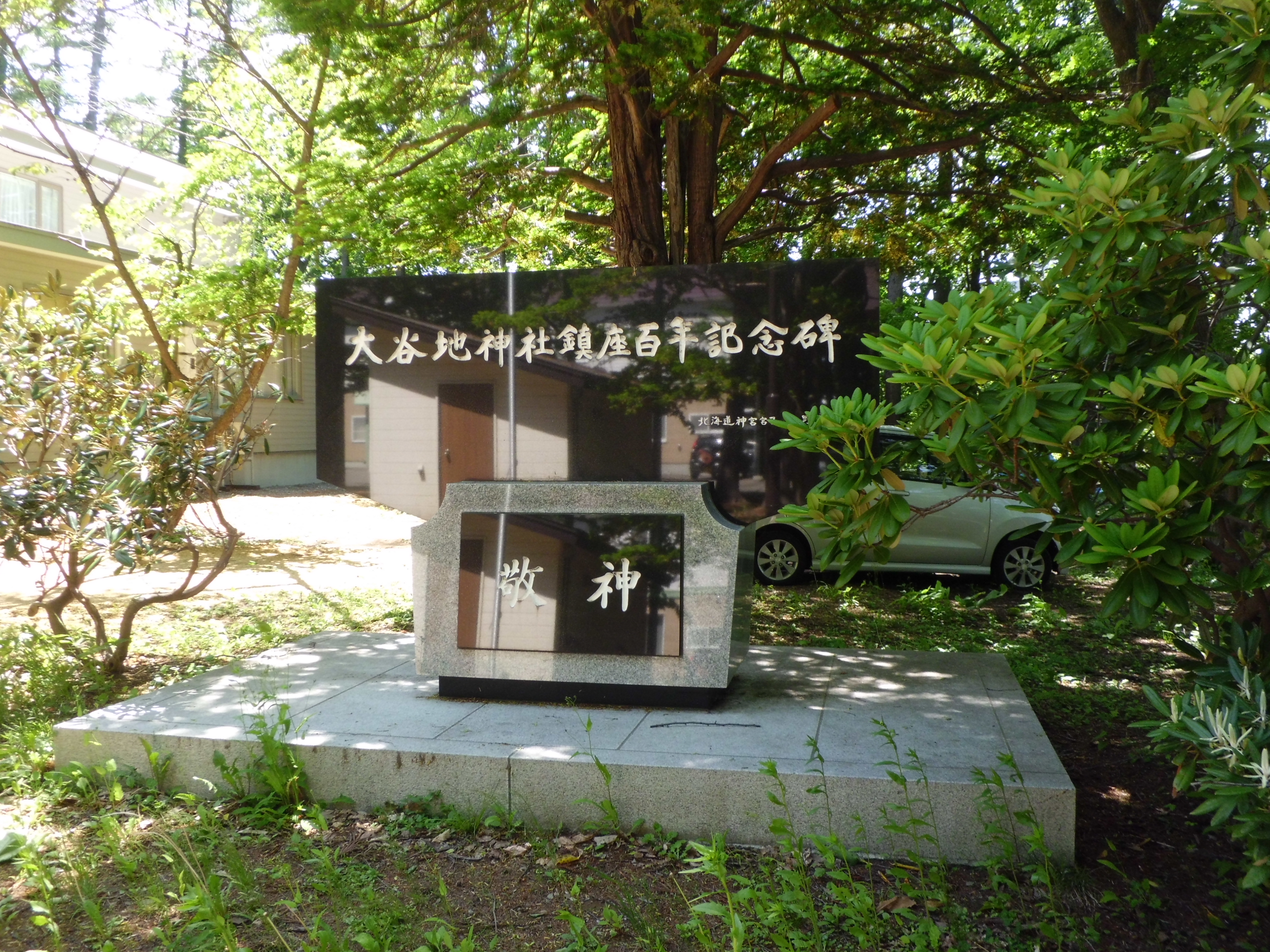
大谷地神社鎮座百年記念碑
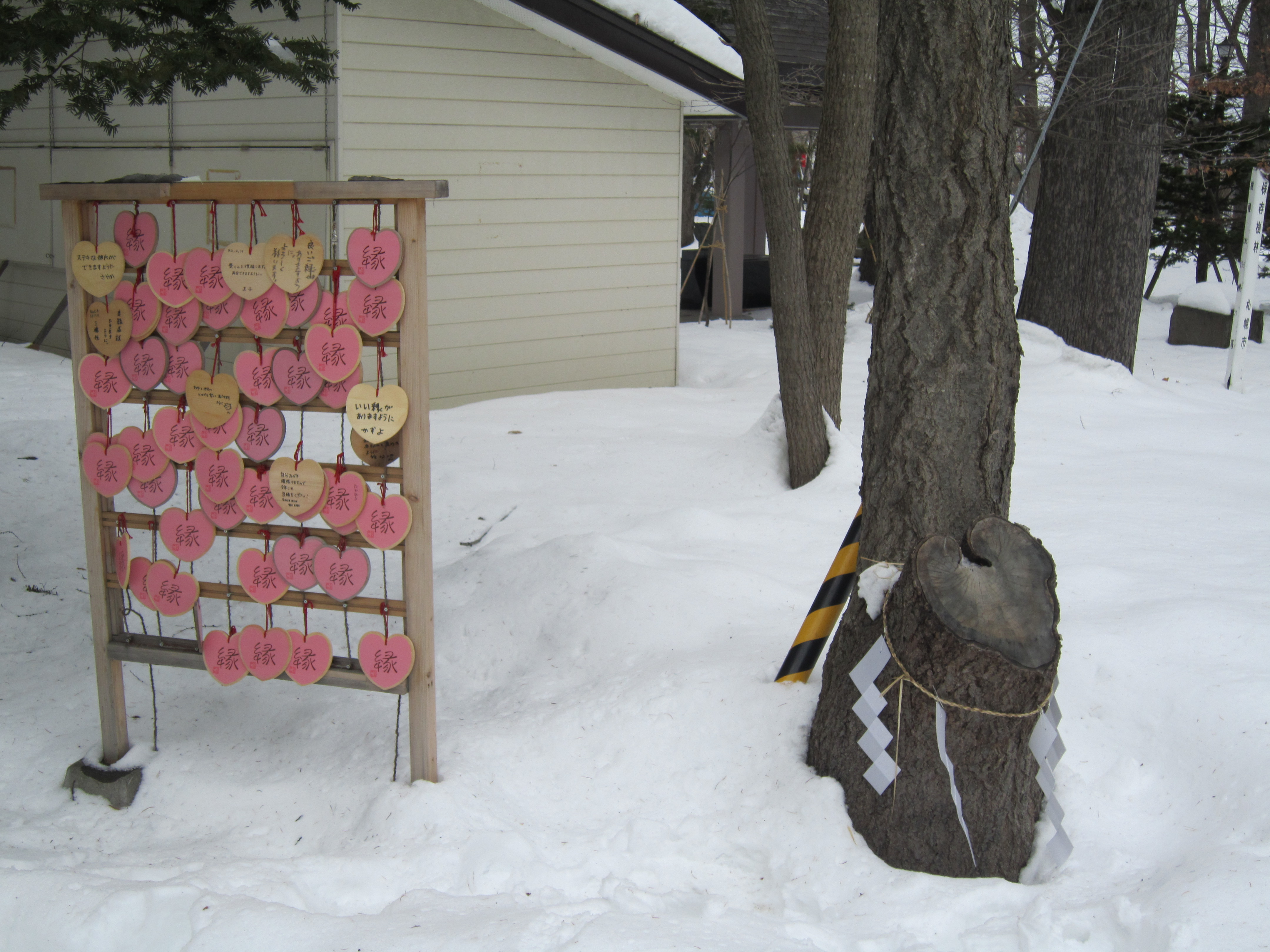
ハート形の切り株